# Shido Izuma
Shido Izuma (japanisch 出間 思努 Izuma Shido; * 15. Juni 2005 in Sapporo, Hokkaidō) ist ein japanischer Fußballspieler.

## Karriere
Shido Izuma erlernte das Fußballspielen in der Jugend von Hokkaido Consadole Sapporo. Hier unterschrieb er am 1. Februar 2024 auch seinen ersten Profivertrag. Der Verein aus Sapporo spielte in der ersten Liga, der J1 League. In seiner ersten Saison als Profi kam er nicht in der Liga zum Einsatz. Am Ende der Spielzeit 2024 belegte Sapporo den 18. Tabellenplatz und musste somit in die zweite Liga absteigen. Sein Zweitligadebüt gab Shido Izuma am 23. Februar 2025 (2. Spieltag) im Auswärtsspiel gegen Roasso Kumamoto. Bei der 3:0-Niederlage wurde er in der 76. Minute für Shōta Nishino eingewechselt.